# Shiur
 (juillet 2024).
Shiur (hébreu : שיעור; pl. : shiurim, hébreu : שיעורים ) est un cours sur tout sujet de la Torah – comme le Gemara, la Mishna, la Halakha (loi juive), le Tanakh (Bible hébraïque) – donné dans une yechiva, bien que souvent dans d'autres contextes.

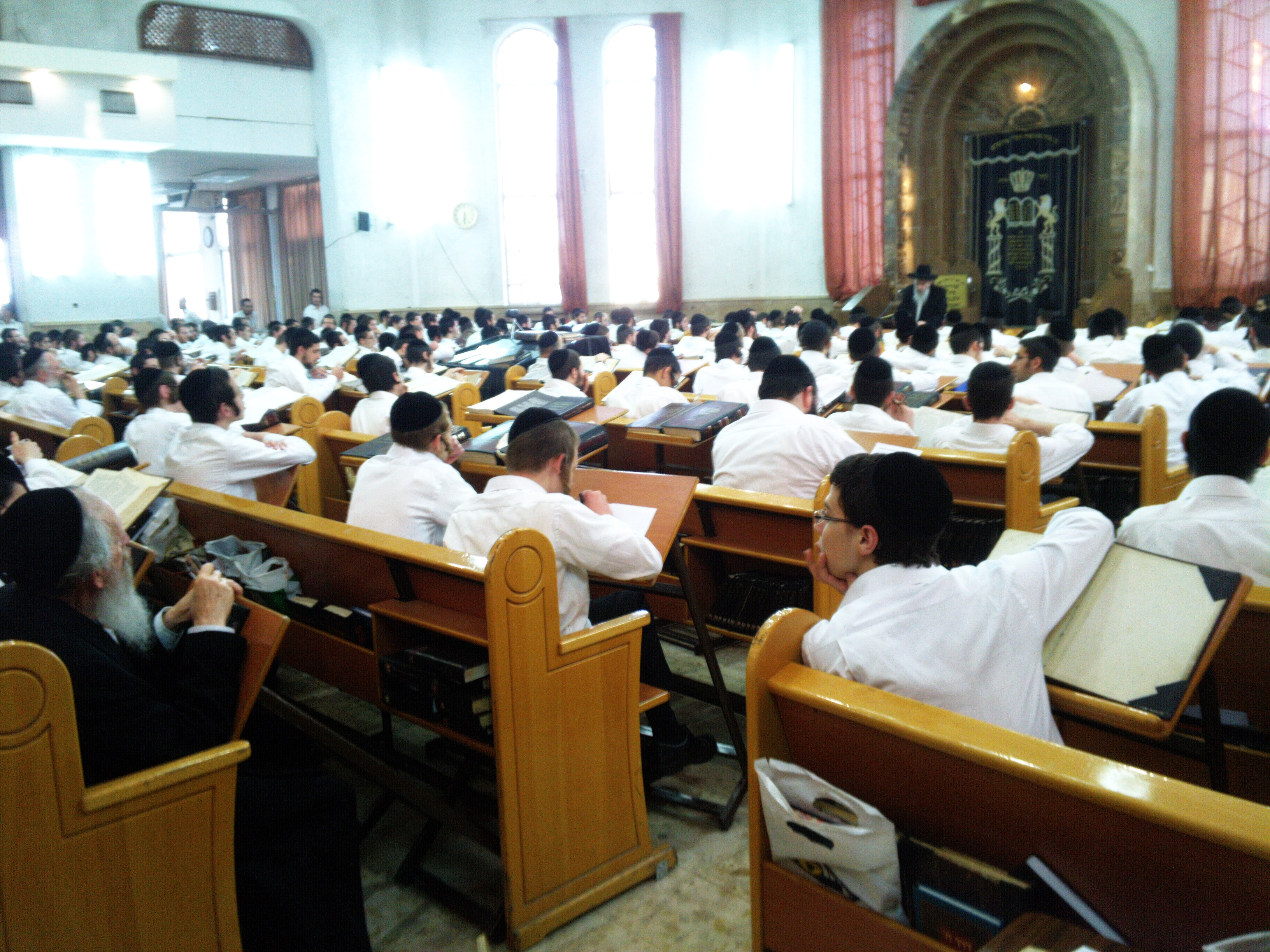
Shiur klali,

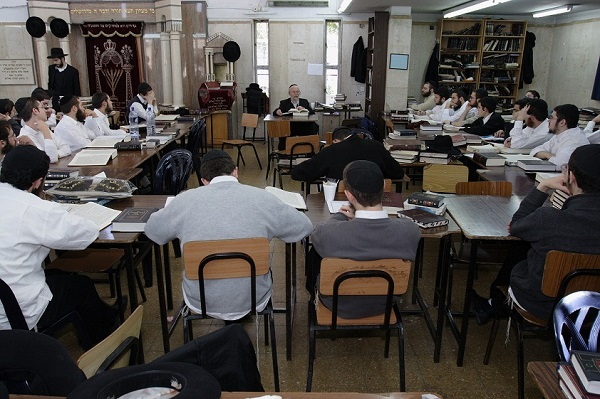
Gemara Shiur, Yeshiva Tomchei Tmimim

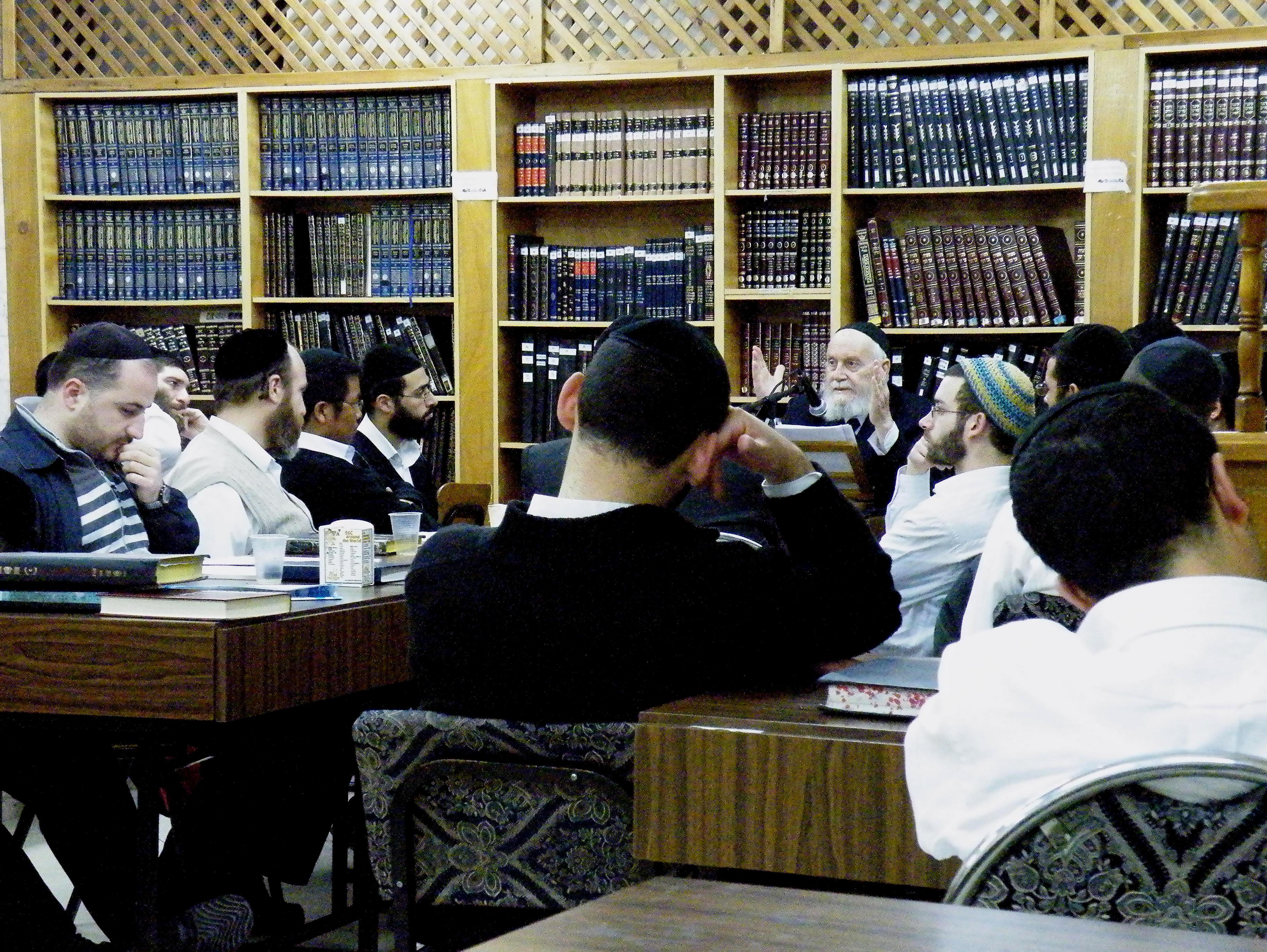
Rabbinical Shiur, Jérusalem

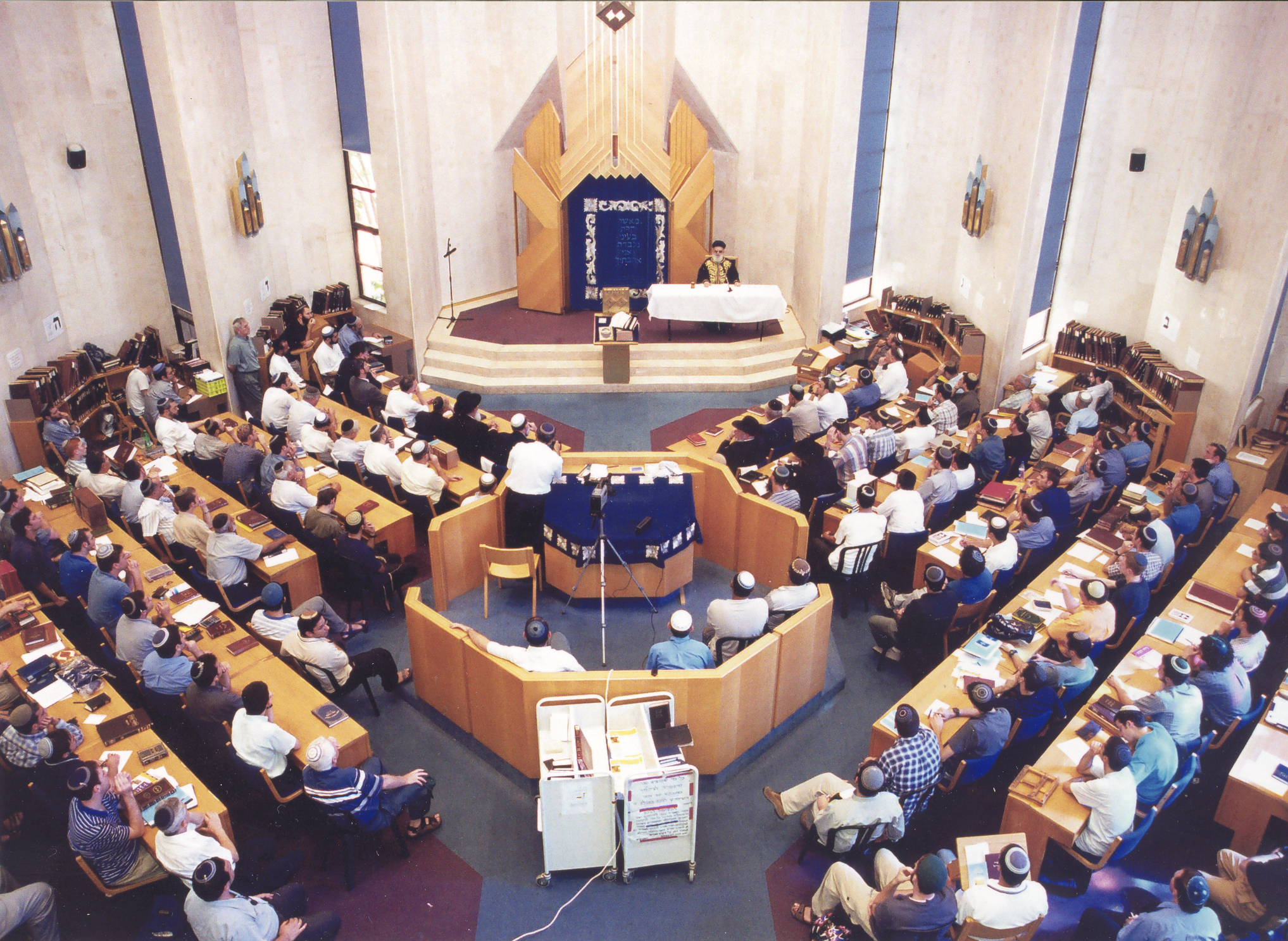
Shiur publique: Ovadia Yosef, Université Bar-Ilan, synagogue Machon

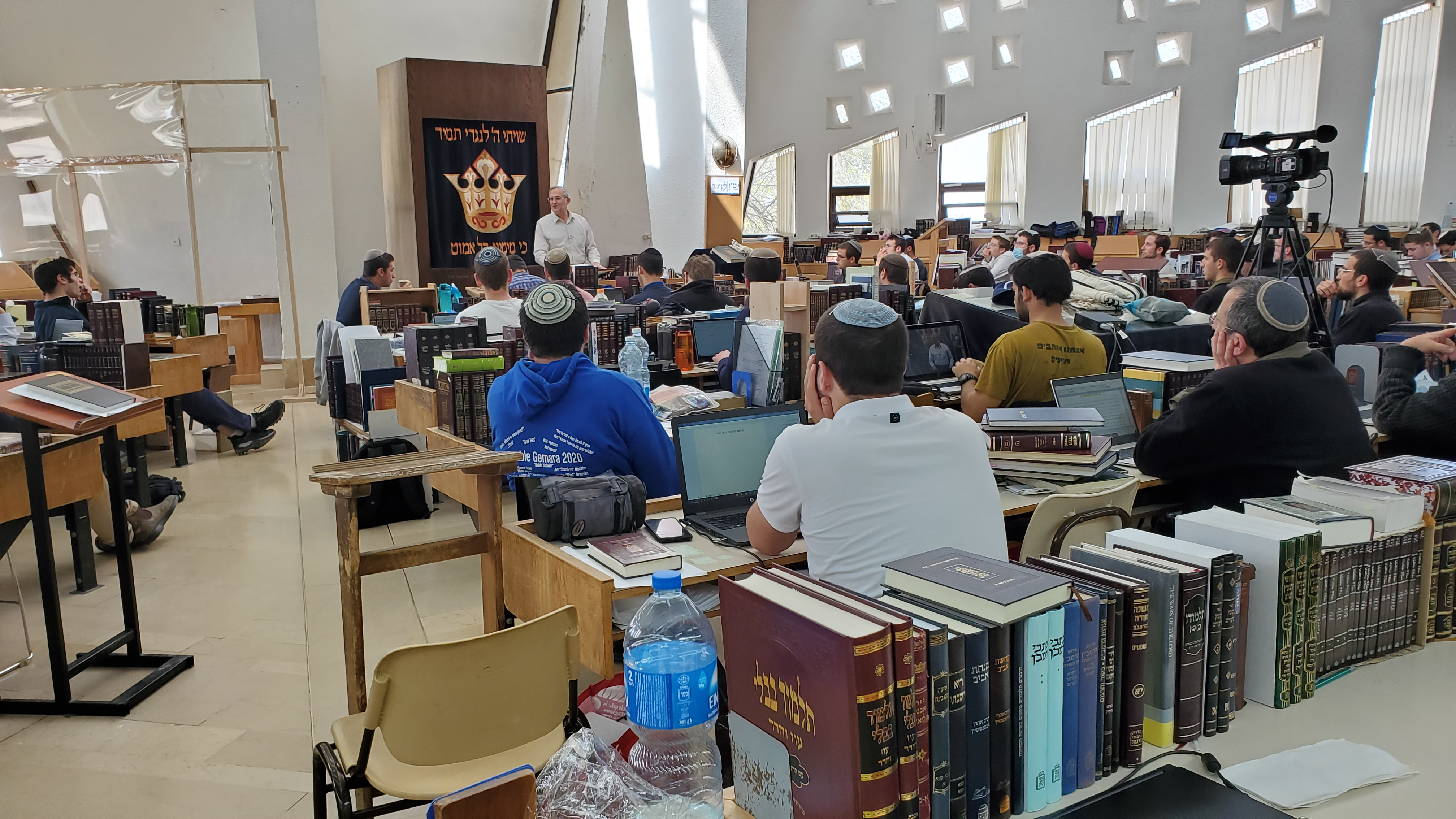
Shiur commémoratif pour le Yahrzeit de Rav Aharon Lichtenstein à

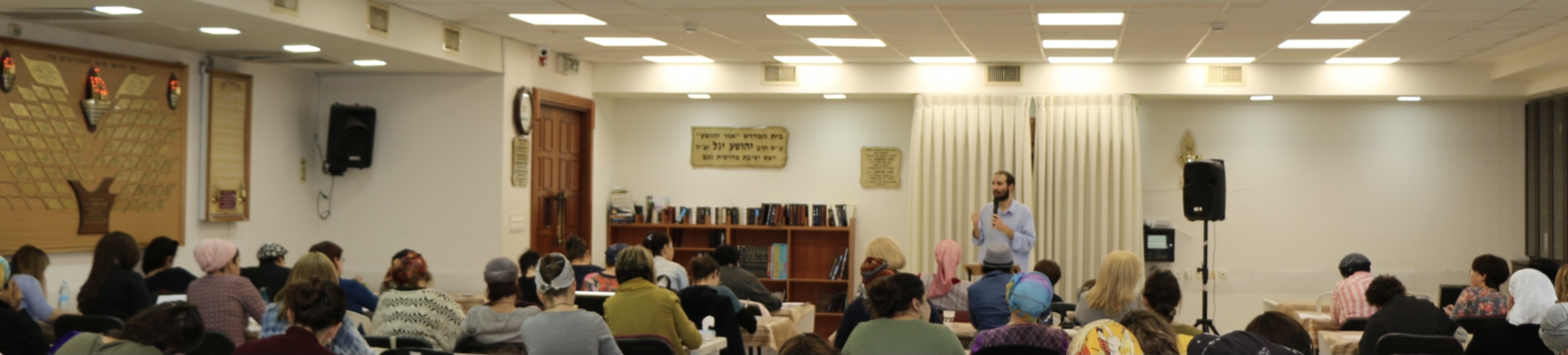
Yom iyun, Midreshet Oryah

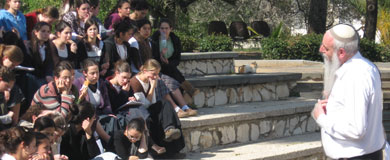
Sicha, étudiantes d'

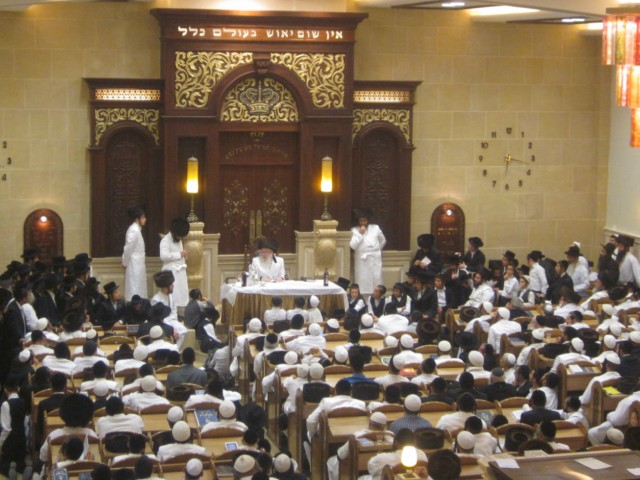
Drosha – rabbi, Synagogue de Yavnéel

## Histoire
Le terme hébreu שיעור ("[quantité] désignée") est utilisé à l'origine dans le Talmud pour désigner un temps ou un créneau alloué ; il est appliqué dans le sens ci-dessus de "cours", en ce que l'instructeur alloue du temps pour enseigner, tandis que les étudiants, de leur côté, allouent du temps pour assister.
Le terme en est venu plus tard à désigner également une "portion de texte" arrangée pour être étudiée lors d'une occasion particulière – telle qu'un Yahrzeit, la dédicace d'une nouvelle maison ou la veille d'une fête – puis à une lecture publique et à l'explication de ce texte. L'acte d'enseigner et d'étudier ces textes à l'heure désignée était connu en yiddish sous le nom de schiur lernen. Ces shiurim étaient suivis par toutes les classes de personnes, ; il était traditionnel pour les participants érudits d'engager le conférencier dans une discussion continue, et pour le plus large public de laïcs d'écouter attentivement.

Parallèlement, dans le cadre de la yeshiva, le terme en est venu à désigner le quota quotidien d'étude pour les étudiants,, puis le cours donné à ce sujet. Akiva Eiger, par exemple,
ne manquerait jamais un seul shiur avec la yechiva. Ses shiurim avec eux étaient toujours au nombre de trois par jour : une session de Talmud et Tossafot, une session d'Halakha exhaustive et une session de Choulhan Aroukh et Magen Avraham. En plus de cela, il y avait une session de Tur et Shulchan Aruch Yore Dea qu'il étudiait avec ses enfants et certains étudiants, avec lesquels il apprenait également un autre shiur de Talmud et Tosafot exhaustif la nuit.

## L'apprentissage au sein d'une yeshiva
Le terme "Shiur" se réfère généralement au type d'apprentissage qui se déroule dans les yeshivot et les kollelim, où les étudiants assistent à une conférence approfondie sur la sugya (sujet de la Gemara) qu'ils étudient à ce moment-là.
Typiquement, les étudiants de yeshiva assistent à un shiur yomi (cours quotidien) donné par un maggid shiur (littéralement, "récitant du shiur") et à un shiur klali hebdomadaire (cours général qui résume l'apprentissage de la semaine) donné par le rosh yeshiva. Le rosh yeshiva donne également le shiur pour les étudiants avancés - voir ci-dessous - sur une base quotidienne.
Avant le shiur, une bibliographie et une série de références textuelles, ou mar'e mekomot,, sont affichées afin que les étudiants puissent préparer le cours à l'avance. Les étudiants passent généralement plusieurs heures à préparer le shiur yomi. Après le shiur, les étudiants passent du temps supplémentaire à réviser et à clarifier la leçon qu'ils viennent d'entendre. Ces périodes de préparation et de révision se déroulent pendant une période spéciale appelée seder, au cours de laquelle les étudiants étudient la leçon individuellement et/ou en chavrutot (paires d'étude).
Des shiurim peuvent également être proposés dans les yeshivot sur des sujets de Moussar, de Houmach et de Hachkafah (philosophie juive), en fonction de la yeshiva et du niveau d'apprentissage de ses étudiants. Le shiur est également le format typique des cours dans les séminaires et midrashot (en) pour femmes.

### Niveaux de classe
Pour l'étude du Talmud, le niveau de complexité et de compréhension attendu des étudiants augmente chaque année, incorporant successivement des couches supplémentaires de commentaires et de perspectives, et avec une analyse qui se développe en conséquence.
Ainsi, suivant la pratique de la Yeshiva de Telshe, les études sont généralement organisées par niveau. Le terme "shiur" est alors utilisé pour différencier les différentes classes, de sorte que les étudiants de première année sont typiquement dits être en "Shiur Aleph" ; les étudiants de deuxième année en "Shiur Bet" ; et les étudiants de troisième année en "Shiur Gimel", etc. Les étudiants forts peuvent être "promus", mais il est moins courant qu'un étudiant soit retenu.
Généralement, le quatrième Shiur est celui du Rosh Yeshiva, le chef de l'institution. Ici, les étudiants consolident l'approche de l'étude, ou "derech ha-limud", mise en avant par leur yeshiva.
Dans les kollelim ("institutions post-graduées"), les shiurim abordent un niveau d'étude encore plus avancé, les étudiants apprenant de manière indépendante, bien que sous la direction du rosh kollel. Les programmes de Semikha (ordination rabbinique) exigent également que les étudiants aient atteint un haut niveau en Talmud, celui-ci étant la base de leur étude avancée de la Halacha. En général, avant de rejoindre un kollel ou de poursuivre une ordination, les étudiants sont tenus d'avoir étudié dans le "Shiur du Rosh Yeshiva" pendant au moins deux ans.

### Structures connexes
Certaines yeshivot orthodoxes, telles que Ner Yisroel (en) et Etz Chaim (en), organisent l'apprentissage (à des niveaux avancés) en "Havourah". Ici, les membres de la havourah se concentrent tous sur le même domaine spécifique ou ouvrage d'étude de la Torah, dirigés (de manière informelle) par le rosh-havourah.
Un groupe d'étude plus avancé dans une yeshiva est parfois appelé "Kibboutz", surtout dans l'usage plus ancien, avant que ce terme ne soit utilisé pour une communauté agricole. Les membres du Kibboutz progressent de manière indépendante d'un shiur.

## Sessions d'étude publique
Les rabbins des synagogues ainsi que des rabbins renommés donnent également des shiurim à leurs communautés. Dans les synagogues, le shiur donné entre les services de Min'ha et de Maariv est généralement destiné aux baalebatim (laïcs). Les rabbins notables donnent des shiurim plus approfondis aux participants le Shabbat ou les soirs de la semaine, souvent dans la synagogue locale ou dans la beth midrash (salle d'étude),.
Les shiurim (sessions d'étude publiques) varient en longueur et en profondeur : depuis un court "vort" ou "Dvar Torah" ("parole (de Torah)" en yiddish et en hébreu respectivement), jusqu'à une "drasha" détaillée (étude, en araméen ; voir midrash) ; le premier, axé sur les baalebatim, est un vort, tandis que le second est une drasha. Surtout dans les milieux hassidiques, un shiur moins formel, souvent inspirant, peut être appelé "sicha" (שיחה, discours).
Généralement, le Rosh Yeshiva donne un shiur hebdomadaire sur la parasha (portion hebdomadaire de la Torah), explorant une question ou un thème particulier. Cela est généralement approfondi, d'une durée d'une heure, et généralement ouvert au public.
De nombreuses yeshivot, midrashot et "kollels communautaires" organisent des yemei iyun ("jours d'étude approfondie", singulier : yom iyun), où les membres de la communauté étudient un sujet spécifique. Ces événements ont souvent lieu avant les fêtes religieuses, en particulier Pessa'h et la période du Nouvel An, pour préparer les éléments spirituels et halakhiques de la fête à venir.
Un "shiur commémoratif" est souvent donné à toute la yeshiva / communauté lors du Yahrzeit d'un Rosh Yeshiva ou d'un rabbin fondateur, explorant généralement un sujet d'intérêt général.
"Shiur" peut inclure tout type de leçon de Torah, y compris des conférences pour enfants, femmes et baalebatim (audience laïque), ainsi que des enregistrements audio diffusés via cassette, ordinateur, fichier MP3 ou MP4, ou lignes téléphoniques d'appel. Certaines organisations de kiruv font la promotion de "shiurim de cinq minutes" pour attirer de nouveaux auditeurs.
De même, "Vort" et "Dvar Torah" peuvent se référer à toute idée de Torah courte, souvent liée à la parasha de la semaine, délivrée à diverses occasions,,, et pas nécessairement par un rabbin ; par exemple : par l'hôte à leur table de Shabbat, par le chef avant le "Birkat Hamazon" (grâce après les repas), ou par un invité lors de sheva brachot ou toute Seudat mitzvah.